# Lista över Omans sultaner
Omans sultan är landets statschef.
Nedan följer en lista över Omans sultaner av Al Bu Said dynastin.
| Namn               | Ämbetsperiod                         | Titel  |
| ------------------ | ------------------------------------ | ------ |
| Ahmad ibn Said     | 10 juni 1749 – 14 december 1783      | Imam   |
| Said ibn Ahmad     | 15 december 1783 – 1811              | Imam   |
| Sultan ibn Ahmad   | 13 mars 1792 – 14 november 1804      | Hamis  |
| Salim ibn Sultan   | 20 november 1804 – 14 september 1806 | Hamis  |
| Said ibn Sultan    | 14 september 1806 – 19 oktober 1856  | Hamis  |
| Thuwayni ibn Said  | 19 oktober 1856 – 11 februari 1866   | Hamis  |
| Salim ibn Thuwayni | 11 februari 1866 – 1 oktober 1868    | Hamis  |
| Azzan ibn Qays     | 3 oktober 1868 – 30 januari 1871     | Imam   |
| Turki ibn Said     | 30 januari 1871 – 4 juni 1888        | Sultan |
| Faysal ibn Turki   | 4 juni 1888 – 5 oktober 1913         | Sultan |
| Taimur ibn Faysal  | 9 oktober 1913 – 10 februari 1932    | Sultan |
| Said ibn Taimur    | 10 februari 1932 – 23 juli 1970      | Sultan |
| Qabus ibn Said     | 23 juli 1970 – 10 januari 2020       | Sultan |
| Haitham ibn Tariq  | 10 januari 2020 –                    | Sultan |